# Napeogenes harbona
Napeogenes harbona är en fjärilsart som beskrevs av William Chapman Hewitson 1869. Napeogenes harbona ingår i släktet Napeogenes och familjen praktfjärilar. Inga underarter finns listade i Catalogue of Life.

## Bildgalleri

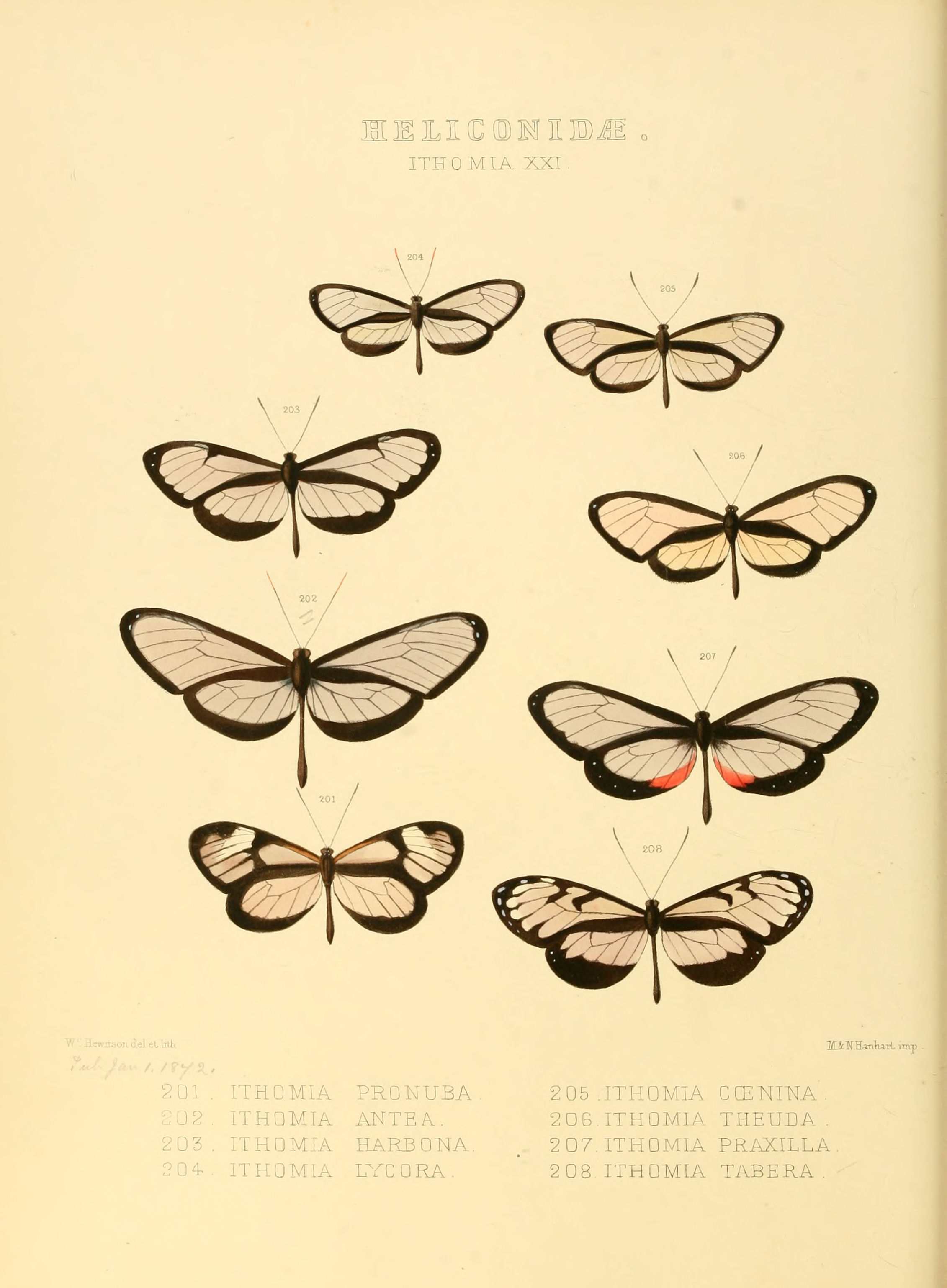
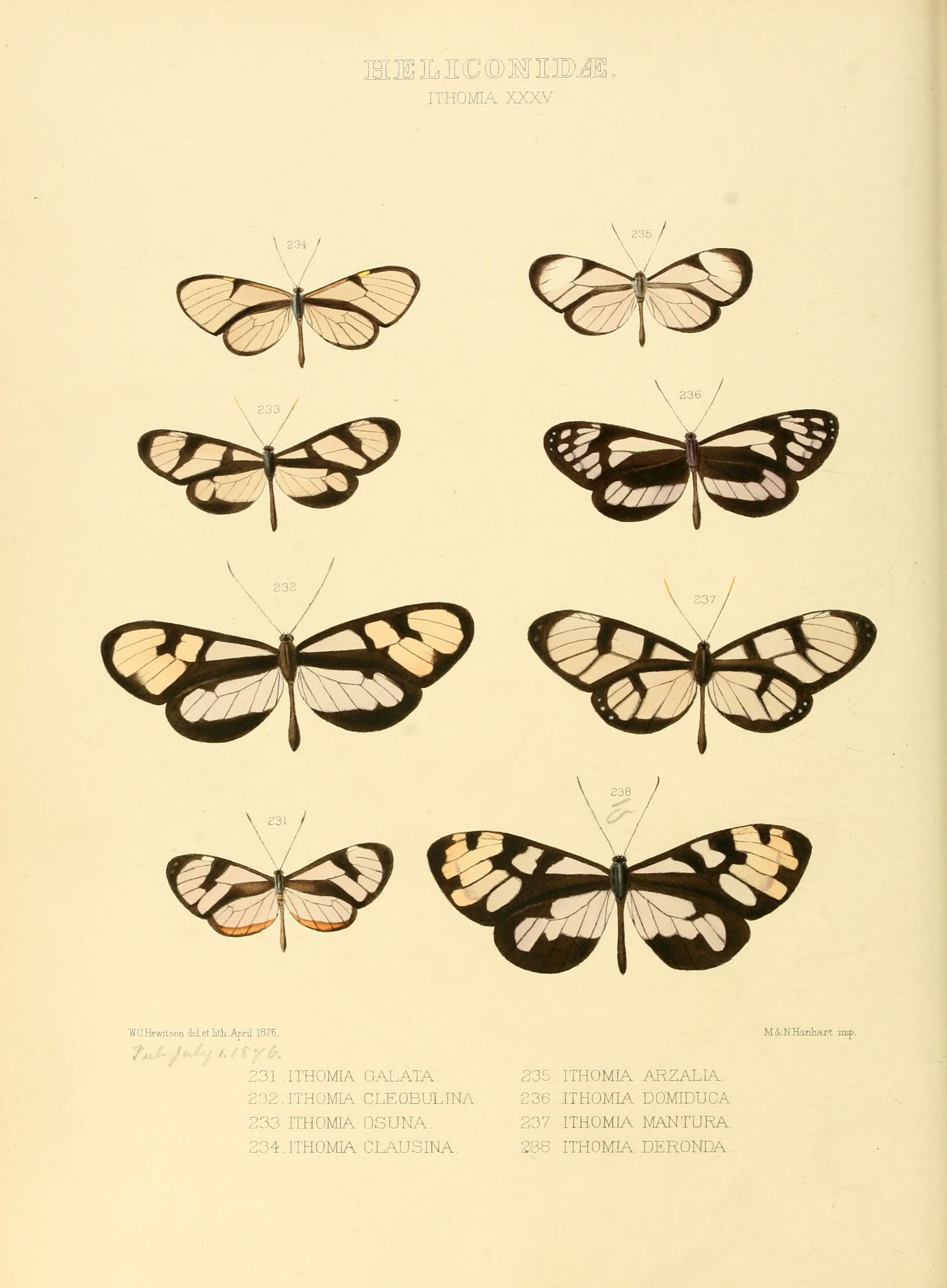